# Laguna Seca, Texas
Laguna Seca là một nơi ấn định cho điều tra dân số (CDP) thuộc quận Hidalgo, tiểu bang Texas, Hoa Kỳ. Năm 2010, dân số của nơi này là 266 người.

## Dân số
- Dân số năm 2000: 251 người.
- Dân số năm 2010: 266 người.